# 對戰饒舌
饒舌對決（亦稱饒舌鬥歌）是一種在兩位或多位表演者之間進行的饒舌形式，融合了自誇、辱駡、貶低和文字遊戲，起源於非裔美國人社群。 對戰饒舌經常以即興方式進行，在稱為「饒舌對戰」的現場比賽中，參賽者會在同一舞台上競爭，看誰的詞句更出色。
美國嘻哈團體外交官樂團前成員40 Cal在《如何饒舌》（2009年）一書中，將對戰饒舌粗略描述為一種「課外」的技能展示，並將其比作NBA的灌籃大賽。 對戰饒舌已發展成高度組織化的聯盟賽事，吸引了可觀的收入和關注。主流藝人如Diddy、巴斯達韻、阿姆、機關槍凱利、德瑞克、肯卓克·拉瑪、喬·巴登和卡西迪都曾參與或出席對戰活動以提升知名度。 饒舌對戰的詞句通常經過精心編寫和表演，以技術上創新的饒舌技巧打動觀眾， 並且建議參賽者廣泛了解各種饒舌風格和眾多MC藝人作為個人靈感來源。 許多MC藝人在發行商業唱片前，最初主要是創作對戰饒舌並與其他MC對戰。

## 延伸閲讀
- Diss